# Nilesat 101
O Nilesat 101 é um satélite de comunicação geoestacionário egípcio que construído pela Thales Alenia Space. Ele está localizado na posição orbital de 7 graus de longitude oeste e é operado pela Nilesat. O satélite foi baseado na plataforma Eurostar-2000 e sua vida útil estimada era de 12 anos. O mesmo foi desativado e enviado para a órbita cemitério em fevereiro de 2013.

## História
Com o lançamento do Nilesat 101 em abril de 1998, o Egito se tornou o primeiro país africano a ter seu próprio satélite de transmissão direta de TV. O Nilesat 101 forneceu mais de 100 canais de TV digital, bem como serviços de rádio e multimídia para mais de cinco milhões de casas mais de toda a África do Norte a partir de Marrocos até o Golfo Pérsico. Um segundo satélite, O Nilesat 102, foi lançado em 2000, e o sistema Nilesat passou a transmite mais de 150 canais de TV digital e fornece serviços adicionais, tais como transmissão de dados, internet e outros serviços.
Nos termos do contrato de entrega em óbito do satélite a Astrium forneceu os dois satélites de transmissão direta (com base no Eurostar-2000, versão da série Eurostar da empresa) e os dois centros de controle (localizados no Cairo e Alexandria), juntamente com formação de operador para capacitar os engenheiros egípcios para o controle do satélite uma vez em órbita.

## Lançamento
O satélite foi lançado no dia 4 de agosto de 2010, por meio de um veiculo Ariane-44P H10-3 lançado a partir do Centro Espacial de Kourou, na Guiana Francesa, juntamente com o BSAT 1B. Ele tinha uma massa de lançamento de 1.827 kg.

## Capacidade e cobertura
O Nilesat 101 era equipado com 18 transponders em banda Ku, cobrindo Oriente Médio, norte e centro da África e sul da Europa.